# Anii 2020 în cinematografie
- Anii 2010 în cinematografie — Anii 2020 în cinematografie — Anii 2030 în cinematografie

În anii 2020 au avut loc mai multe evenimente în industria filmului:

## Filme
Aceasta este o listă incompletă de filme produse în anii 2020:
- 2020:

## Nașteri
2020:

## Decese
2020: